# Banakoro (Bomborokuy)
Pour les articles homonymes, voir Banakoro.
Banakoro est une commune située dans le département de Bomborokuy de la province de Kossi au Burkina Faso.